# Inversione del controllo
In programmazione, soprattutto quella ad oggetti, l'inversione del controllo (in inglese inversion of control, abbreviato in IoC) è un design pattern per cui un componente di livello applicativo riceve il controllo da un componente appartenente a una libreria riusabile. Può essere ulteriormente descritto come un design pattern nella quale un componente software è designato per ricevere le sue dipendenze da una fonte esterna, anziché crearsi le proprie. Questo schema ribalta quello tradizionale della programmazione procedurale, dove il codice applicativo svolge i propri compiti richiamando (e quindi passando il controllo a) procedure di libreria.

## Descrizione
L'obiettivo dell'inversione del controllo è lo stesso dell'abstract factory: rendere le componenti software il più indipendenti possibile, affinché sia possibile modificarne una parte senza dover modificare le altre.
Le dipendenze tra i singoli componenti sono dichiarate in modo semplice. Per esempio una classe Automobile che necessita di un oggetto di tipo Motore, dichiarerà una variabile di istanza di tipo Motore e un metodo per impostare a run-time il riferimento all'oggetto.
Le dipendenze possono quindi essere iniettate dall'esterno: non si segue il normale flusso di controllo dei linguaggi imperativi, in cui, nel momento del bisogno, si richiamano funzioni di classi o librerie esterne. Gli oggetti non istanziano e richiamano gli oggetti dal quale il loro lavoro dipende, ma queste funzionalità vengono fornite da un ambiente esterno tramite dei contratti definiti da entrambe le entità.

### Dependency injection
La dependency injection è una delle tecniche con le quali si può attuare l'inversione del controllo. Essa prende il controllo su tutti gli aspetti di creazione degli oggetti e delle loro dipendenze. Il framework Java Spring usa molto diffusamente la questa tecnica con il risultato, tra le altre cose, di eliminare dal codice applicativo ogni logica di inizializzazione. Normalmente, senza l'utilizzo di questa tecnica, se un oggetto necessita di accedere ad un particolare servizio, l'oggetto stesso si prende la responsabilità di gestirlo, o avendo un diretto riferimento al servizio, o individuandolo con un Service Locator che gli restituisce un riferimento ad una specifica implementazione del servizio. Con l'utilizzo della dependency injection, l'oggetto ha in sé solamente una proprietà che può ospitare un riferimento a quel servizio e, quando l'oggetto viene istanziato, un riferimento ad una implementazione di questo servizio gli viene iniettata dal framework esterno, senza che il programmatore che crea l'oggetto sappia nulla sul posizionamento del servizio o altri dettagli dello stesso.

## Implementazioni ed esempi

### Java
- il framework Spring è una delle implementazioni più diffuse e popolari dell'Inversione del Controllo (IoC) nel mondo Java. Il framework ha giocato un ruolo cruciale nel promuovere il pattern IoC e ha una comunità ampia e attiva, rendendolo uno standard de facto per la gestione delle dipendenze e lo sviluppo di applicazioni modulari ed estensibili
- il framework Quarkus offre tempi di avvio più rapidi e un utilizzo della memoria più efficiente rispetto a Spring, rendendolo ideale per applicazioni cloud-native e ambienti serverless, ottimizzando le performance per container e microservizi
- la specifica Contexts & Dependecy Injection for Java che è parte di Java EE
- il framework KumuluzEE offre un avvio rapido e un footprint leggero, rendendolo ideale per applicazioni cloud-native e microservizi, in particolare quando la semplicità e la conformità agli standard Jakarta EE sono preferibili rispetto alla maggiore complessità e personalizzazione offerte da Spring
- il framework Guice
- il Pico Container

### .NET
- lo Unity Framework in .NET
- il framework Castle Windsor
- DryIoc IoC Container per .NET